# Finale Royal League 2005
De Finale van de Royal League 2004-05 werd gespeeld tussen IFK Göteborg en FC København. De wedstrijd werd gespeeld op 26 mei 2005 in het Ullevi-stadion in Göteborg.

## Wedstrijdinformatie
| Zweden IFK Göteborg Blauw en witte shirt/Blauwe broek/blauwe sokken | 11 — 12 (na penalty's ) | Denemarken FC København Rode shirts/Zwarte broek/zwarte sokken |
| Manager: Arne Erlandsen Team: 01 Bengt Andersson (DM) 16 Magnus Johansson 14 Jónsson 03 Fredrik Risp 06 Adam Johansson 11 Wowoah uit 81 10 Niclas Alexandersson 04 Sebastian Johansson 09 Stefan Selakovic 19 Peter Ijeh 17 George Mourad Wissels: 12 John Alvbåge (DM) 05 Mattias Bjärsmyr 18 Martin Smedberg 21 Marcus Berg 22 Ozcar Wendt in 81 23 Andres Vasques 24 Jonatan Berg doelpuntenmakers: - George Mourad (31) strafschoppen: - Magnus Johansson Raak - George Mourad Raak - Niclas Alexandersson mist - Peter Ijeh Raak - Stefan Selakovic Raak - Ozcar Wendt Raak - Adam Johansson Raak - Hjálmar Jónsson Raak - Sebastian Johansson mist - Bengt Andersson Raak - Fredrik Risp Raak - Magnus Johansson Raak - George Mourad mist | stand na 45 minuten: 1-1 stand na 90 minuten: 1-1 Competitie: Royal League (Finale) Datum & Tijd: 20.35 MET Donderdag 26 mei, 2005 Stadion: Ullevi, Göteborg toeschouwers: 10,216 Scheidsrechter: Terje Hauge wedstrijdregels: 90 minuten. Strafschoppen serie als de stand gelijk is na 90 minuten maximaal 7 wissels mogen geselecteerd worden maximaal 3 wissels. | Manager: Hans Backe Team: 21 Rabóczki (DM) uit 46 15 Christiansen 16 Thomassen 04 Svensson 02 Jacobsen 09 Hoseth 06 Linderoth 25 Nørregaard 08 Silberbauer uit 66 07 Santos uit 57 10 Zuma wissels: 31 Gall (DM) in 46 05 Saarinen 17 Tobiasen 24 Traoré 26 van Heerden 27 Bech in 66 32 Møller in 57 Doelpuntenmaker: - Nørregaard (18) strafschoppen: - Nørregaard Raak - Christiansen mist - Hoseth Raak - Jacobsen Raak - Svensson Raak - Thomassen Raak - Bech Raak - Zuma Raak - Linderoth mist - Møller Raak - Gall Raak - Hoseth Raak - Nørregaard Raak |